# Ajayukndip
Ajayukndip (ou Ajayuk Ndip, Ayuk Ndip, Ayuanah, Aiyundep) est une localité du Cameroun située dans la Région du Sud-Ouest et le département de la Manyu. Elle est rattachée administrativement à la commune d'Eyumodjock et au canton de Kembong.

## Population
La localité comptait 416 habitants en 1953, 663 en 1967, principalement Ejagham. À cette date elle disposait d'un marché le dimanche et d'une école presbytérienne fondée en 1955.
Lors du recensement de 2005 on y a dénombré 1 097 personnes.